# Publi Valeri Asiàtic (cònsol any 70)
Publi Valeri Asiàtic (en llatí Publius Valerius Asiaticus) va ser un magistrat romà del segle i. Formava part de la gens Valèria, una de les gens més antigues de Roma.
Va ser legat imperial a la província de la Gàl·lia Belga, on es trobava a la mort de Neró, i va abraçar la causa de Vitel·li el gener de l'any 69. Poc després es va casar amb una filla de Vitel·li. Quan aquest va caure, va fer les paus amb els generals de Vespasià, i com a cònsol designatus va parlar en aquest sentit al senat romà. Així se li va permetre continuar exercint el consolat, com a cònsol sufecte, durant l'any 70.